# Euphyia perialla
Euphyia perialla là một loài bướm đêm trong họ Geometridae.